# 弗拉丹·斯帕伊奇
弗拉丹·斯帕伊奇（羅馬化：Vladan Spaić，1997年6月8日—），黑山男子水球运动员。他曾代表黑山国家队参加2020年夏季奥林匹克运动会水球比赛，结果队伍获得第八名。